# Presa de Wolwedans
 Wolwedans Dam es una presa de hormigón en Sudáfrica ubicada en el río Great Brak cerca de Mossel Bay, Western Cape. La presa es la principal fuente de agua para el municipio de Mossel Bay, así como para la refinería de gas a líquido PetroSA. La presa sirve principalmente para el suministro de agua municipal e industrial.

## Diseño

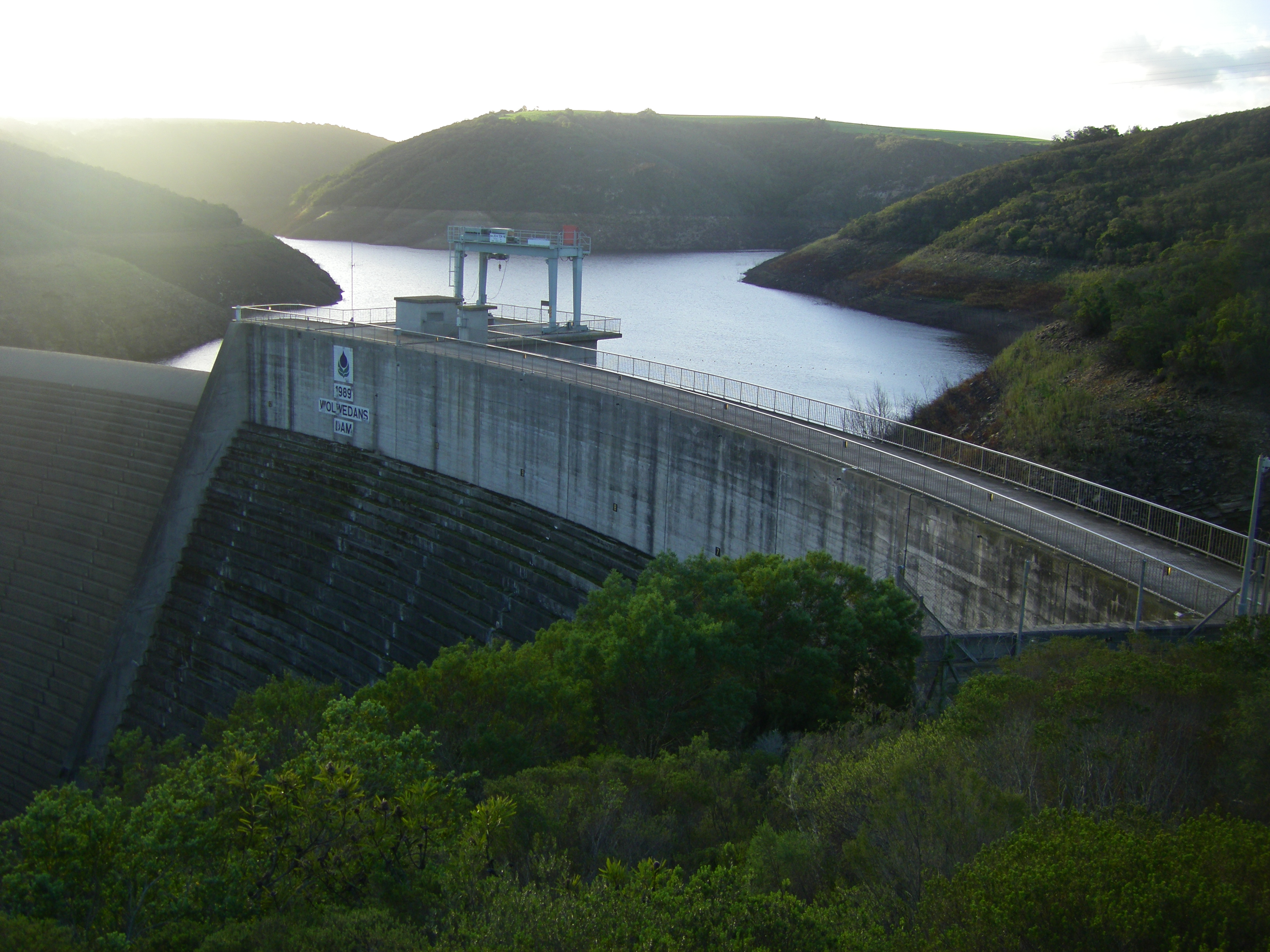
Presa de Wolwedans

Completada a principios de 1990, fue la primera presa de arco gravedad de centro único en el mundo hecha de hormigón compactado con rodillo que dependía completamente de la acción de arco tridimensional para su estabilidad. La presa de 70 m de altura tiene un paramento vertical aguas arriba y un paramento escalonado aguas abajo con una pendiente de 0,5:1 (H:V). Tiene un radio de trasdós constante de 135 m y una longitud de cresta de 268 m. La cresta sin desbordamiento tiene 5 m de ancho. La presa se construyó con capas de hormigón compactado con rodillo de 0,25 m de espesor con juntas inducidas a 10 m de separación y desalojamiento cada 4 capas. El RCC de aproximadamente 200.000 m3(260,000 cu yd) se colocó en octubre y noviembre de 1988 y entre mayo y noviembre de 1989. Las juntas inducidas se inyectaron en invierno, entre julio y noviembre de 1993. El depósito se llenó a su capacidad máxima en 1992.
| Cemento Portland | Ceniza voladora | Agua  | Agregado grueso | Agregado fino |
| ---------------- | --------------- | ----- | --------------- | ------------- |
| kg/m3            | kg/m3           | kg/m3 | kg/m3           | kg/m3         |
| 58               | 136             | 100   | 1510            | 625           |

Las propiedades de la mezcla de RCC fueron:
- Densidad RCC: 2,400 kg/m3
- Resistencia a la compresión RCC promedio de 1 año: 35 MPa (5076 psi)